# Elachista slivenica
 (mai 2025).
Espèce
Elachista slivenica est une espèce de papillons de nuit de la famille des Elachistidae endémique de la Bulgarie.

## Description
La longueur des ailes antérieures de l’espèce est comprise entre 4 et 4,3 mm.

## Répartition
Cette espèce est uniquement connue en Bulgarie, ce qui en fait une espèce endémique du pays.

## Systématique
Le nom valide complet (avec auteur) de ce taxon est Elachista slivenica Kaila (d), 2007.